# يوليوس براندت
يوليوس براندت (بالألمانية: Julius Brandt)‏ هو كاتب سيناريو ومخرج وممثل نمساوي، ولد في 5 مارس 1873 في التشيك، وتوفي في 26 ديسمبر 1949 بفيينا في النمسا.

## وصلات خارجية
- يوليوس براندت على موقع IMDb (الإنجليزية)
- يوليوس براندت على موقع ألو سيني (الفرنسية)
- يوليوس براندت على موقع أول موفي (الإنجليزية)
- يوليوس براندت على موقع قاعدة بيانات الأفلام السويدية (السويدية)
- يوليوس براندت على موقع قاعدة بيانات الفيلم (الإنجليزية)
- يوليوس براندت على موقع كينوبويسك (الروسية)